# Camera tossing
Kamerawurf bzw. camera tossing (auch camera toss) ist eine Technik der Fotografie. Hierbei wird die Fotokamera in die Luft geworfen, das Bild entsteht im Flug.

## Hintergrund
Entstanden ist die Idee der „geworfenen Kamera“ (englisch Tossed Camera) vermutlich aufgrund der anfangs recht langen Auslöseverzögerung älterer Digitalkameras. Scherzhaft hieß es dazu: „Die [Kamera] kannst du auslösen, in die Luft werfen, auffangen – und hast immer noch genug Zeit für das Foto.“ Dabei sollen in einigen Fällen, in denen das ausprobiert wurde, tatsächlich Bilder entstanden sein. So ist neues Gestaltungsmittel der Fotografie entstanden, das bei sich drehender Kamera zu ansprechenden Lichtmalereien führen kann.
Die Erfindung dieser Form des Fotografierens wird dem Texaner Ryan Gallagher zugeschrieben. So habe Gallagher seine Kamera aus Frust über deren Unfähigkeit, gute Nachtaufnahmen zu erstellen, während einer Langzeitbelichtung in die Luft geworfen. Das entstandene Bild gefiel Gallagher so gut, dass er ein neues Genre begründete: den Kamerawurf. Dieses habe sich anschließend von den USA, Kolumbien und Ecuador über Portugal bis England und Deutschland verbreitet.

## Techniken
Das Auslösen der Kamera erfolgt im letzten Moment beim Hochwerfen oder über den Selbstauslöser. Diese Technik funktioniert laut Angaben des Verbandes der Fotoindustrie mit jeder Kamera, die mit einem Selbstauslöser ausgestattet ist. Kleine leichte Kameras eignen sich besser. Alternativ lassen sich ähnliche Effekte auch durch eine schnelle Drehbewegung erzielen.
Bei Nachtaufnahmen mit Langzeitbelichtung entstehen durch die Eigenbewegung der Kamera oft Bilder mit ineinander gezirkelten Lichtbahnen. Bei Tageslicht wird nicht mit Langzeitbelichtung gearbeitet, sondern mit dem Selbstauslöser oder Mehrfachaufnahmen. Hierbei kann der Selbstauslöser gedrückt und die Kamera hochgeworfen werden. Je nachdem, welcher Effekt erzielt werden soll, wird sie gerade nach oben geworfen oder in eine Rotation versetzt. Eine weitere Alternative ist es, die Kamera an einer Schnur zu befestigen und sie wie ein Pendel schwingen zu lassen.
Das Auffangen der geworfenen Kamera ist optional und hängt von deren Robustheit, der Wurfhöhe, dem Vorhandensein beweglicher oder hervorstehender Teile (z. B. einem Objektiv) und dem Untergrund ab, auf den die Kamera fallen würde. Manche Fotografen verwenden Fallschirme. Gallagher empfiehlt, bei den Aufnahmen keine Blitzfunktion zu verwenden, da das Auffangen nach einer etwaigen Blendung durch den Blitz sehr schwierig sein könne.

Galerie
Beispiel 1
Beispiel 2
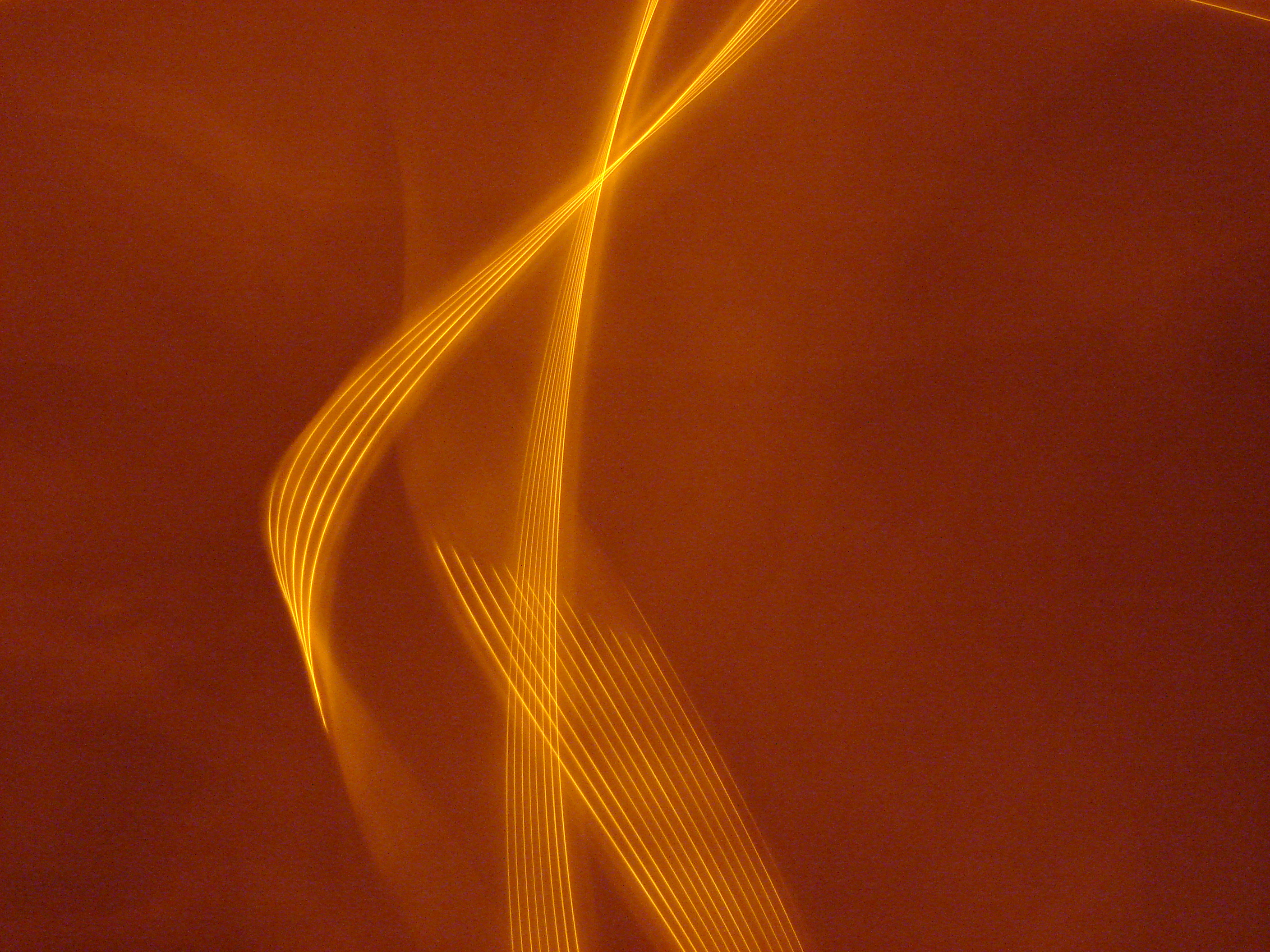
Beispiel 3
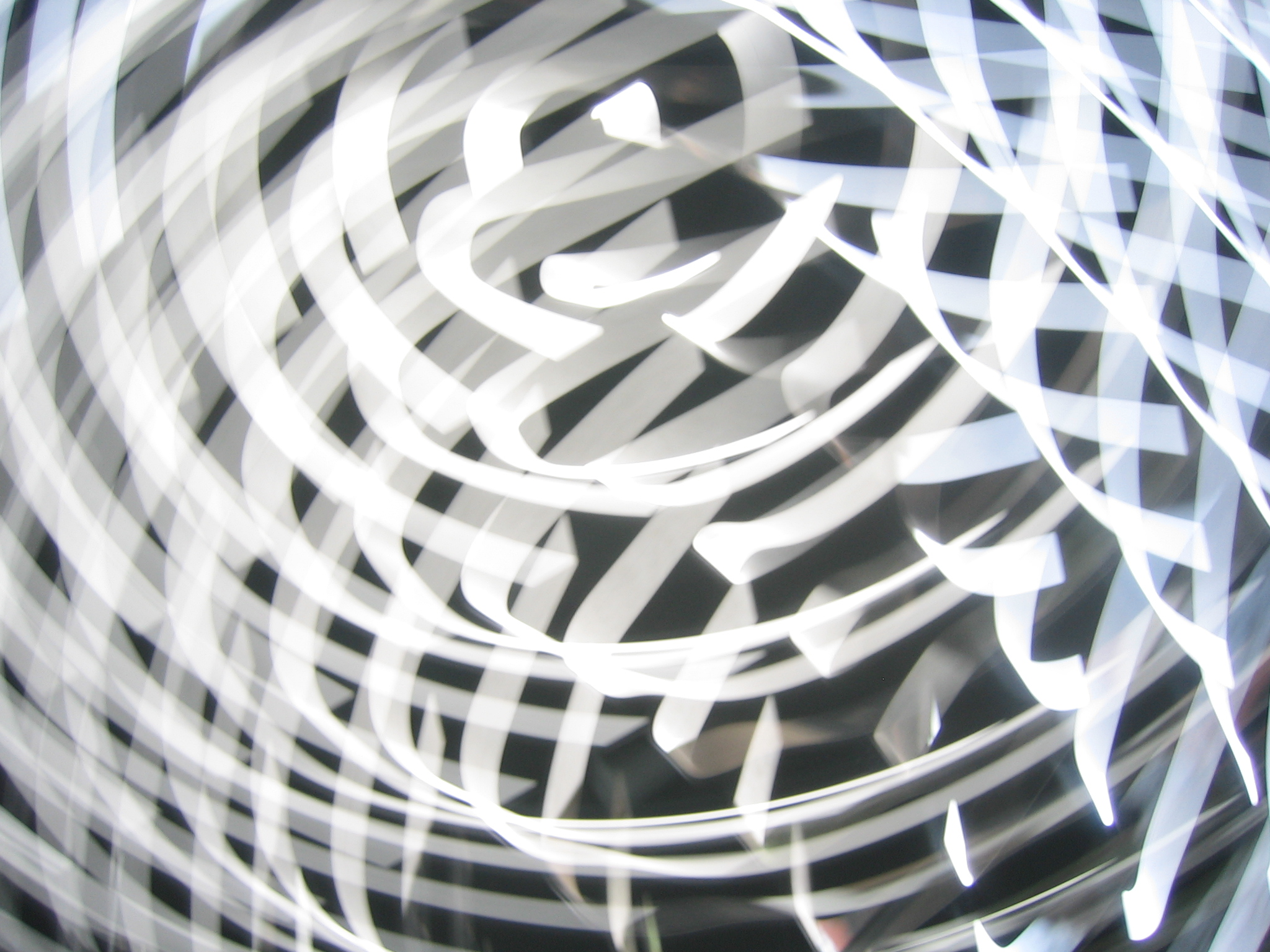
Beispiel 4
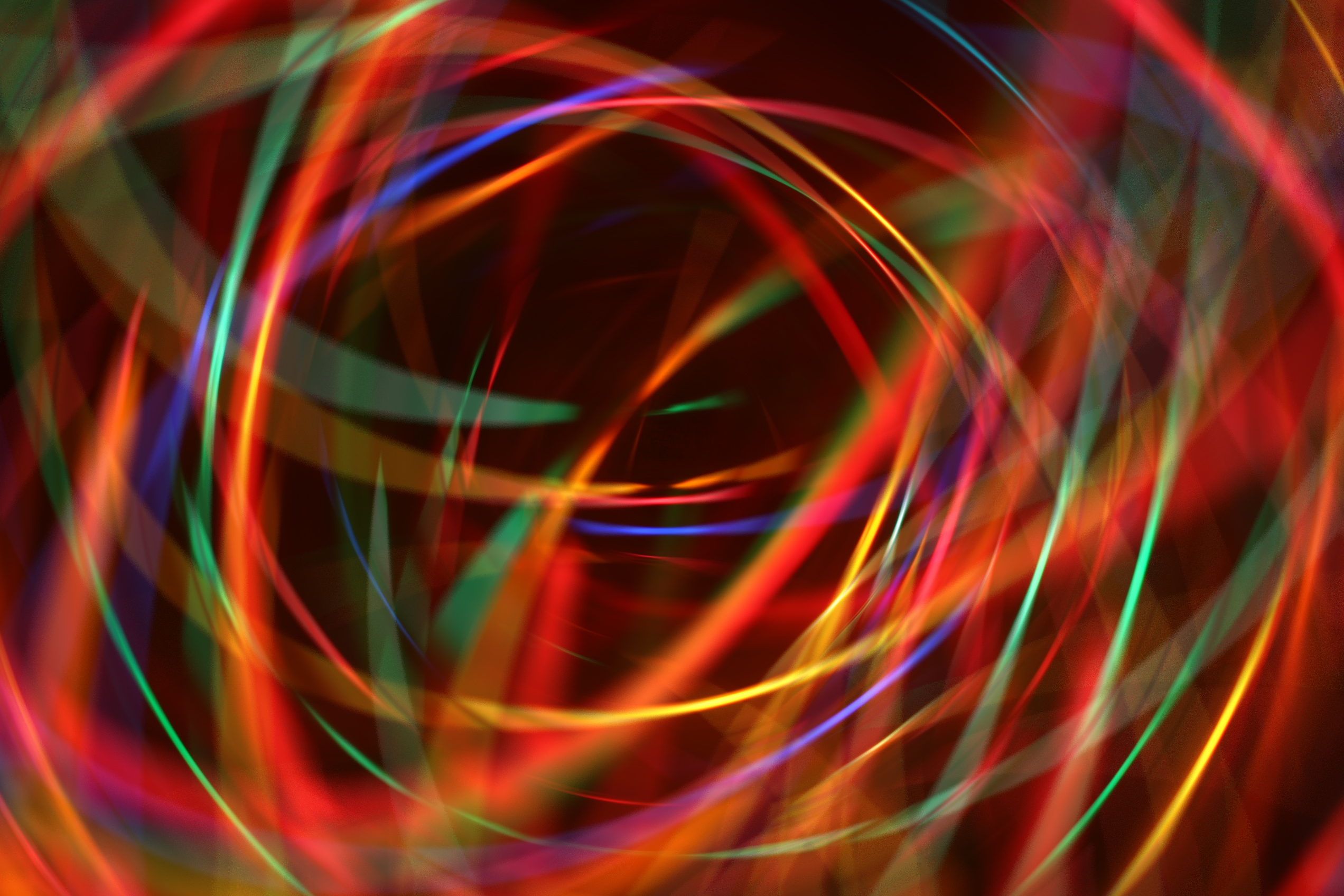
Beispiel 5
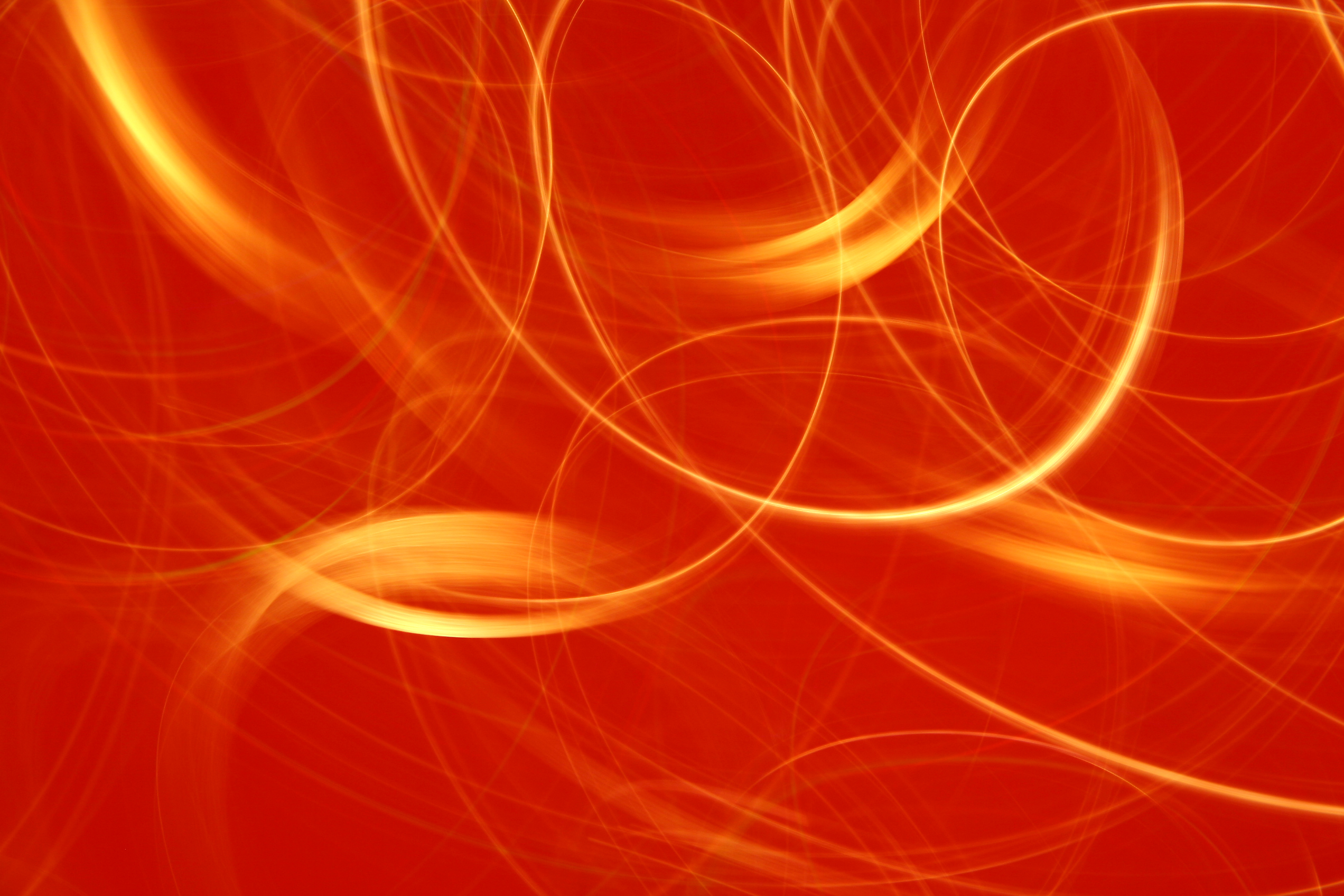
Beispiel 6
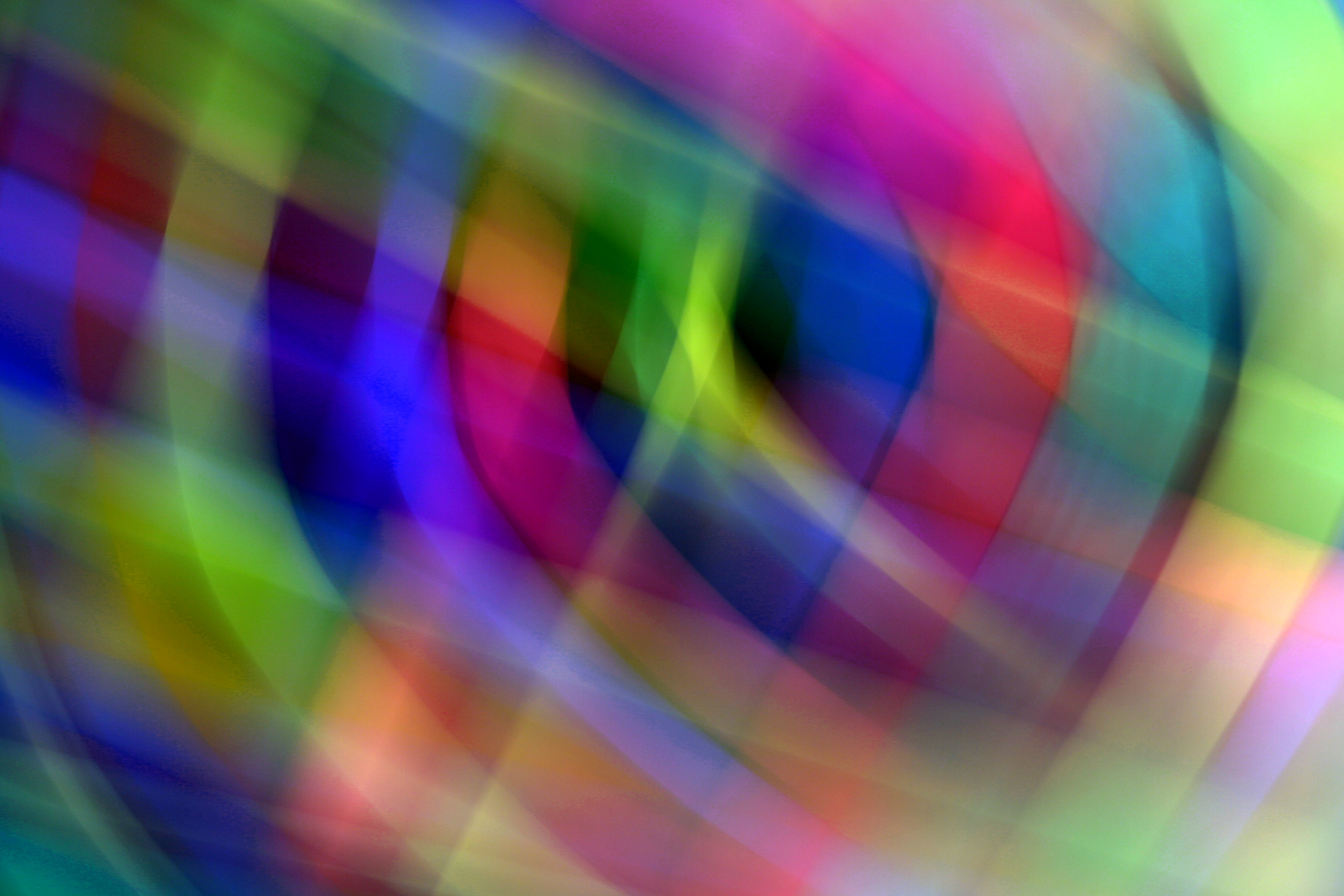
Beispiel 7
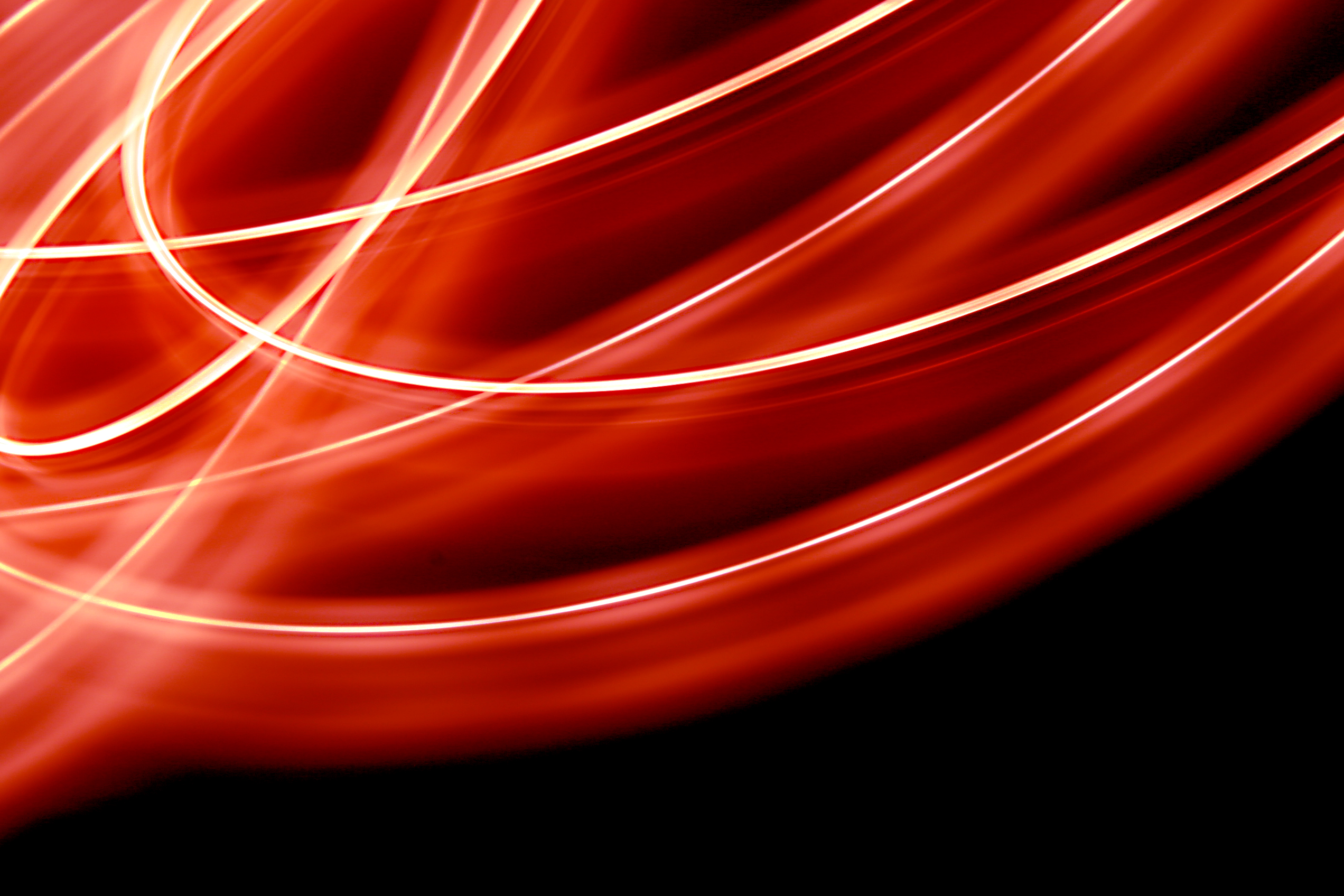
Beispiel 8
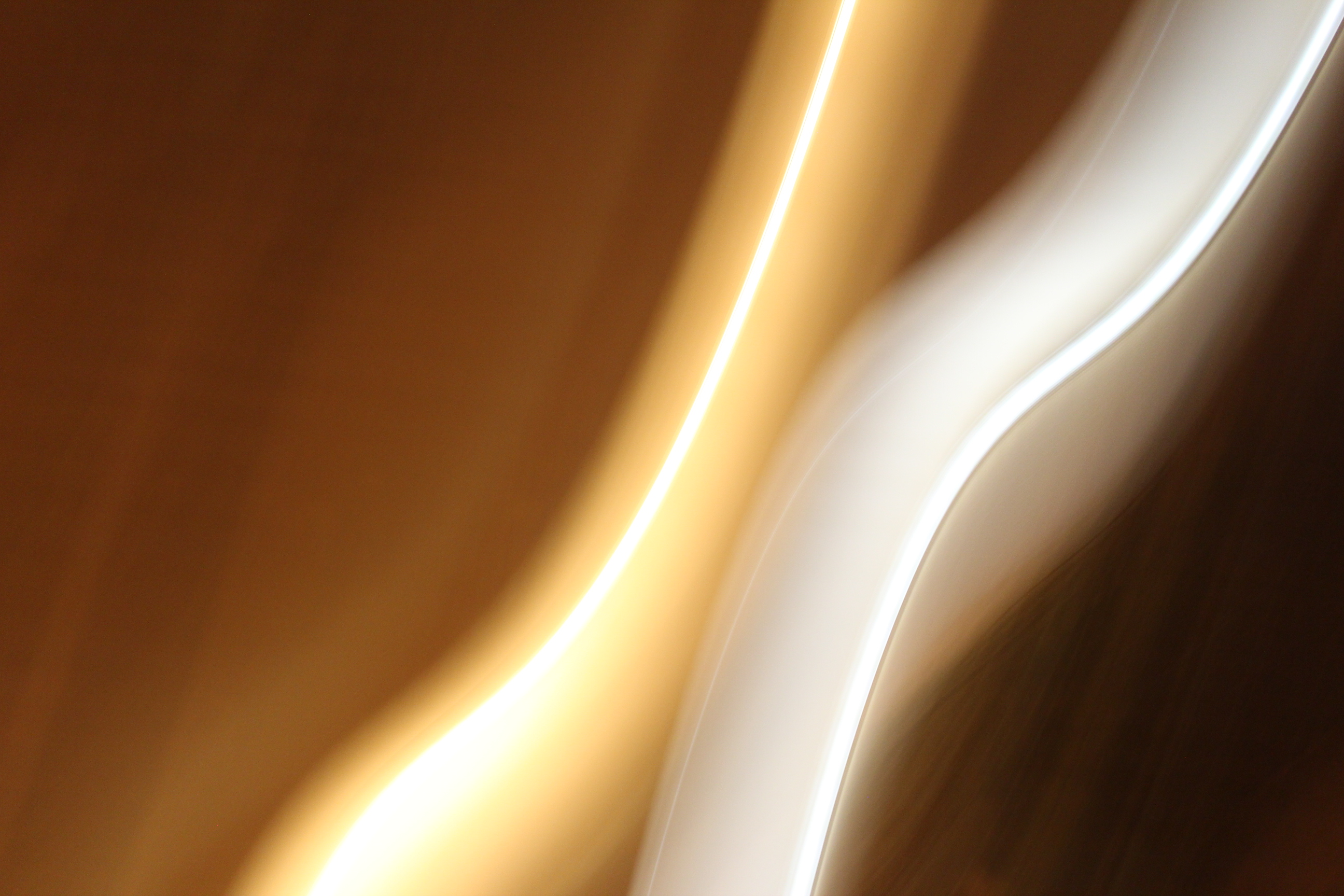
Beispiel 9